# Anna Henrietta francia királyi hercegnő
Bourbon Anna Henrietta (ismert még mint Franciaországi Anna Henrietta, franciául: Anne-Henriette de France; Versailles, Francia Királyság, 1727. augusztus 14. – Versailles, 1752. február 10.) a Bourbon-házból származó francia királyi hercegnő, XV. Lajos francia király és Leszczyńska Mária leánya, Lujza Erzsébet parmai hercegné ikerhúga.

## Élete

### Származása, testvérei

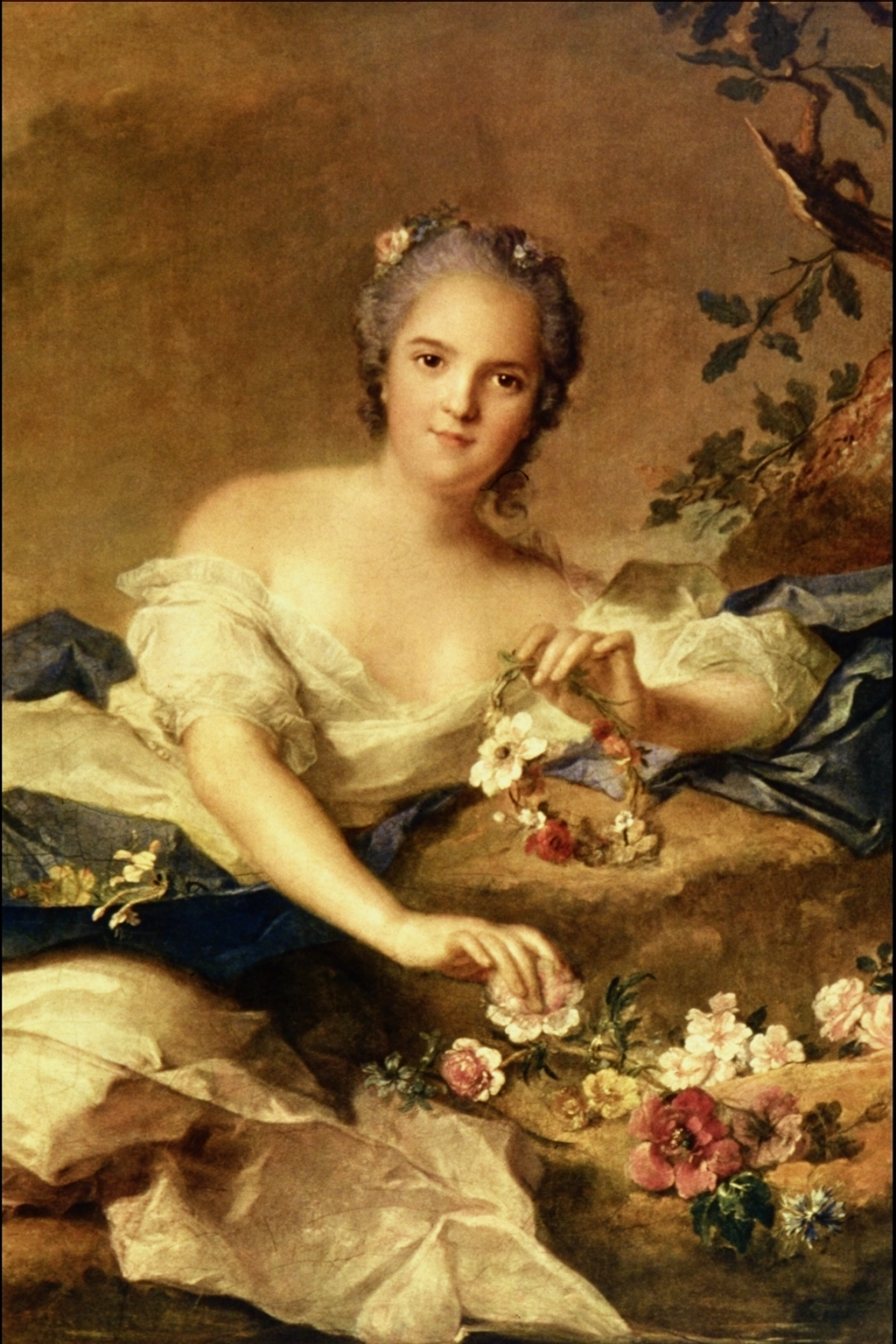
Jean-Marc Nattier művén, 1742

Anna Henrietta királyi hercegnő 1727. augusztus 14-én született a versailles-i királyi kastélyban. Másodszülött királyi hercegnőként keresztelője előtt a Madame Seconde címet viselte, aztán a Madame Henriette megszólítás járt neki, majd 1739 után, amikor nővére, Lujza Erzsébet hercegnő férjhez ment, megillette a Madame cím annak jeléül, hogy ő a király legidősebb hajadon leánya.
Édesapja a Bourbon-házból származó XV. Lajos francia király (1710–1774) volt, Lajos francia királyi hercegnek, Burgundia hercegének (1682–1712) és Mária Adelheid savoyai hercegnőnek (1685–1712) harmadik fia, XIV. Lajos király dédunokája.
Édesanyja a Leszczyński-házból származó Mária Zsófia lengyel királyi hercegnő (1703–1768) volt, I. (Leszczyński) Szaniszló király (1677–1766) és Katarzyna Opalińska lengyel grófnő (1680–1747) ifjabbik leánya.
A szülők házasságából 10 gyermek született, köztük elsőként két ikerleány, Lujza Erzsébet és húga, Anna Henrietta hercegnők:
- Lujza Erzsébet (Izabella) hercegnő (1727–1759), aki 1739-ben feleségül ment Fülöp spanyol infánshoz, Parma uralkodó hercegéhez.
- Anna Henrietta hercegnő (1727–1752), Lujza Erzsébet ikerhúga.
- Mária Lujza hercegnő (1728–1733), gyermekként meghalt.
- Lajos Ferdinánd herceg (1729–1765), a trónörökös (Dauphin de Viennois), aki 1744-ben Mária Terézia Rafaella spanyol infánsnőt (1726–1746), majd 1747-ben Mária Jozefa Karolina szász hercegnőt vette feleségül. Fiaik lettek XVI. Lajos, XVIII. Lajos és X. Károly királyok.
- Fülöp Lajos herceg (1730–1733), Anjou hercege, kisgyermekként meghalt.
- Mária Adelheid hercegnő (1732–1800)
- Viktória Lujza Mária Terézia hercegnő (1733–1799)
- Zsófia Filippina Erzsébet Jusztina hercegnő (1734–1782)
- Terézia Felicitász (1736–1744), gyermekként meghalt.
- Lujza Mária hercegnő (1737–1787), aki karmelita apáca lett (Mère Thérèse de Saint-Augustin).

### Élete a francia udvarban
Anna Henrietta hercegnő húgaival együtt apjának versailles-i udvarában nőtt fel, ikernővérével, Lujza Erzsébettel, és öccsével, Lajos Ferdinánddal együtt. (Kisebb testvéreit, Viktória, Zsófia Filippina, Teréz és Lujza hercegnőket már a Fontevrault apátságban neveltették, takarékossági okokból). Az ikrek nagyon erősen kötődtek egymáshoz.
XV. Lajos – bár ő maga hírhedten csapodár férj volt – leányait féltő szeretettel óvta, és maga mellett kívánta őket tartani. Csak a legidősebbet, Lujza Erzsébet hercegnőt adta férjhez 1739-ben, Fülöp spanyol infánshoz (1720–1765), V. Fülöp király (1683–1746) második fiához, dinasztikus megfontolásból, a két Bourbon királyi család kapcsolatainak erősítése céljából. 1748-ban az aacheni békeszerződében XV. Lajos király Parma uralkodó hercegévé tette vejét, Erzsébet a parmai hercegi udvarban élt magányos és boldogtalan feleségként.
Az otthon maradt Anna Henrietta szenvedett szeretett nővérének távozása miatt. Az amúgy is visszahúzódó természetű leány teljesen visszavonult az apja körül nyüzsgő udvari társaságtól, és a zenélésnek szentelte magát. Kiválóan megtanult játszani viola da gambán. Mestere Jean-Baptiste-Antoine Forqueray volt, a 18. századi Franciaország egyik leghíresebb gamba-virtuóza, akinek apja, Antoine Forqueray XIV. Lajos király udvarában játszott ezen a hangszeren. Jean-Marc Nattier udvari festő egyik képén meg is örökítette a gambán játszó Henrietta hercegnőt.
XV. Lajos felesége, Leszczyńska Mária királyné és a versailles-i udvarban élő gyermekei, elsősorban az idősebbek, Anna Henrietta és Lajos Ferdinánd trónörökös „egységfrontot” alkottak: gyűlölték és nyíltan megvetették XV. Lajos nagy hatalmú kegyencnőjét, Pompadour márkinét. 1748 decemberében, amikor nővérük, Lujza Erzsébet parmai hercegné hazalátogatott édesapjához Versailles-ba, hogy köszönetet mondjon a férjének juttatott magas méltóságért és találkozzon húgával, a parmai hercegné valahogyan összebarátkozott Madame Pompadourral, akit anyja és testvérei csak „szajha mamának” (Maman Putain) csúfoltak. Emiatt Henrietta összekülönbözött nővérével, és egy ideig nehezteltek egymásra.

### Szerelem, csalódás, halál
Anna Henrietta hercegnő egy ideig az ifjú Orléans-i Lajos Fülöpért (1725–1785), Chartres hercegéért rajongott, és gyakran jelentek meg együtt nyilvánosan. A herceg apja, Orléans-i Lajos (1703-1752), Orléans, Valois, Nemours és Montpensier hercege 1742-ben meg is kérte a királytól leánya kezét fia számára. Leszczyńska Mária királyné is támogatta házasságukat.
A dinasztikus érdekek ismét közbeszóltak. XV. Lajosnak csak egyetlen fia volt, Lajos Ferdinánd trónörökös herceg. Ha második leányát az Orléans-i ághoz tartozó herceghez – II. Fülöp orléans-i herceg unokájához – adta volna (miközben legidősebb leánya már a spanyol király felesége volt), akkor Lajos Ferdinánd dauphin idő előtti elhunyta esetén (ilyesmivel abban a korban mindig számolni kellett) a francia trónt az Orléans-ház és a V. Fülöp spanyol király egyazon joggal magának követelhette volna. V. Fülöp nem ismerte el azt az (Anglia által az 1713-as utrechti békeszerződésben kierőszakolt) korlátozást, amely szerint a francia és a spanyol Bourbon-korona sohasem egyesíthető, és a francia trónöröklés megszakadása esetén igényt formált Franciaország trónjára is (azaz saját nagyapjának, XIV. Lajosnak örökségére. Ha a francia király a leányát saját közeli rokonához, az orléans-i herceghez adja, ez a spanyol király, XV. Lajos unokafivére, jogainak háttérbe szorítását jelentette volna. Ezt a diplomáciai bonyodalmat XV. Lajos és főminisztere, Fleury bíboros egyaránt el akarta kerülni. A két fiatal nagy csalódására Orléans-i Lajos Fülöp hercegnek Louise Henriette de Bourbon–Conti hercegnőt (1726–1759), a királyi vérből való (prince du sang) Conti herceg leányát, XV. Lajos király unokanővérét kellett feleségül vennie. Anna Henrietta sohasem ment férjhez.
1752 elején azonban a 24 éves hercegnő elkapta a himlőt, és február 10-én bele is halt a fertőzésbe. Betegségének hírére nővére, Lujza Erzsébet hazaindult Parmából, de már csak a húga sírjához érkezhetett meg. Anna Henriettát a francia királyok hagyományos temetkezőhelyén, a Saint-Denis-székesegyházban helyezték nyugalomra. Évekkel később az 1760-ban elhunyt Lujza Erzsébet parmai hercegnét is mellé temették, az egymáshoz ragaszkodó ikerpár még életében kinyilvánított akarata szerint.

## Filmben megjelenése
A Királylány a feleségem c., 1952-ben, Gérard Philipe főszereplésével készült francia–olasz kalandfilmben ő Henriette hercegnő, a Tulipános Fanfannak szóló jóslatban szereplő királylány. (A filmbeli Henriette – a valóságtól eltérően – nem viola da gambán, hanem csemballón játszik. Továbbá a film anakronisztikus: a valóságban Henriette az ábrázolt hétéves háború kitörésekor már négy éve halott volt.) Henriette szerepét Sylvie Pelayo, francia színésznő (1929–2019) játszotta.